# مولانا (رواية)
مولانا هي عمل روائي للكاتب الصحفي المصري إبراهيم عيسى، تم نشره عام 2012. يتناول العديد من المواضيع، منها الإشكاليات ذات الطابع الإسلامي حول الحديث النبوي، والمعتزلة، والتشيع، وأهل الذمة، والإرهاب، وشيوخ الفضائيات. ويُعد الشيخ حاتم الشناوي الملقب ب«مولانا» في الرواية، هو الشخصية الرئيسة فيها، وهو نموذج لداعية مرن ومرح يراعي الظروف ومتطلبات العصر.
أبرز سمات هذه الرواية الضخمة التي يبلغ عدد صفحاتها 554 قطعاً وسطاً، أنها ذات نسيج لغويّ تضافرت فيه لغة الواقع المعاش واللغة الصحافية واللغة التراثية التي لا تزال قادرة على التواصل، ولغة القرآن والحديث والفقه والتفسير، ويترافق ذلك مع الأفق الاجتماعي والديني والسياسي ووجهة نظر الكاتب.
يشار بالذكر إلى أن الرواية ستتحول إلي مسلسل سيقوم بإخراجه المخرج عمرو عرفة، ويشارك في بطولته الفنان خالد أبو النجا. وقد تم ترشيح الرواية ضمن القائمة القصيرة لجائزة البوكر العربية لعام 2013.
يقول إبراهيم عيسى عن روايته الجديدة: «بدأت كتابة هذه الرواية عام 2009 وأنا أعارض الرئيس السابق، وأثناء محاكماتي ثم فصلي من الدستور، ثم منعي من الكتابة حتى قامت الثورة، ومرورنا بالمرحلة الانتقالية، واستمررت في الكتابة حتى مارس الماضي 2012، إنها من أعز الروايات إلى قلبي».

## وصلات خارجية
- تحميل رواية «مولانا» | بحر الكتب
- الرواية بصيغة pdf
- حفل توقيع رواية مولانا
- صفحة رواية مولانا على موقع أبجد
- صفحة رواية مولانا على موقع جود ريدز